# Авиано
 Авиано  (итал. Aviano) — город в Италии, расположен в регионе Фриули-Венеция-Джулия, подчинён административному центру Порденоне.
Население составляет 9177 человек (на 2007 год), плотность населения составляет 80,89 чел./км². Занимает площадь 113,46 км². Почтовый индекс — 33081. Телефонный код — 0434.
Покровителем города считается святой Зенон Веронский. Праздник города ежегодно празднуется 7 апреля.
Возле города расположена авиационная база, где базируется 31-е истребительное крыло ВВС США.